# Forcelles-sous-Gugney
Forcelles-sous-Gugney ist eine französische Gemeinde mit 89 Einwohnern (Stand: 1. Januar 2022) im Département Meurthe-et-Moselle in der Region Grand Est (vor 2016 Lothringen). Sie gehört zum Arrondissement Nancy und zum Kanton Meine au Saintois.

## Geografie

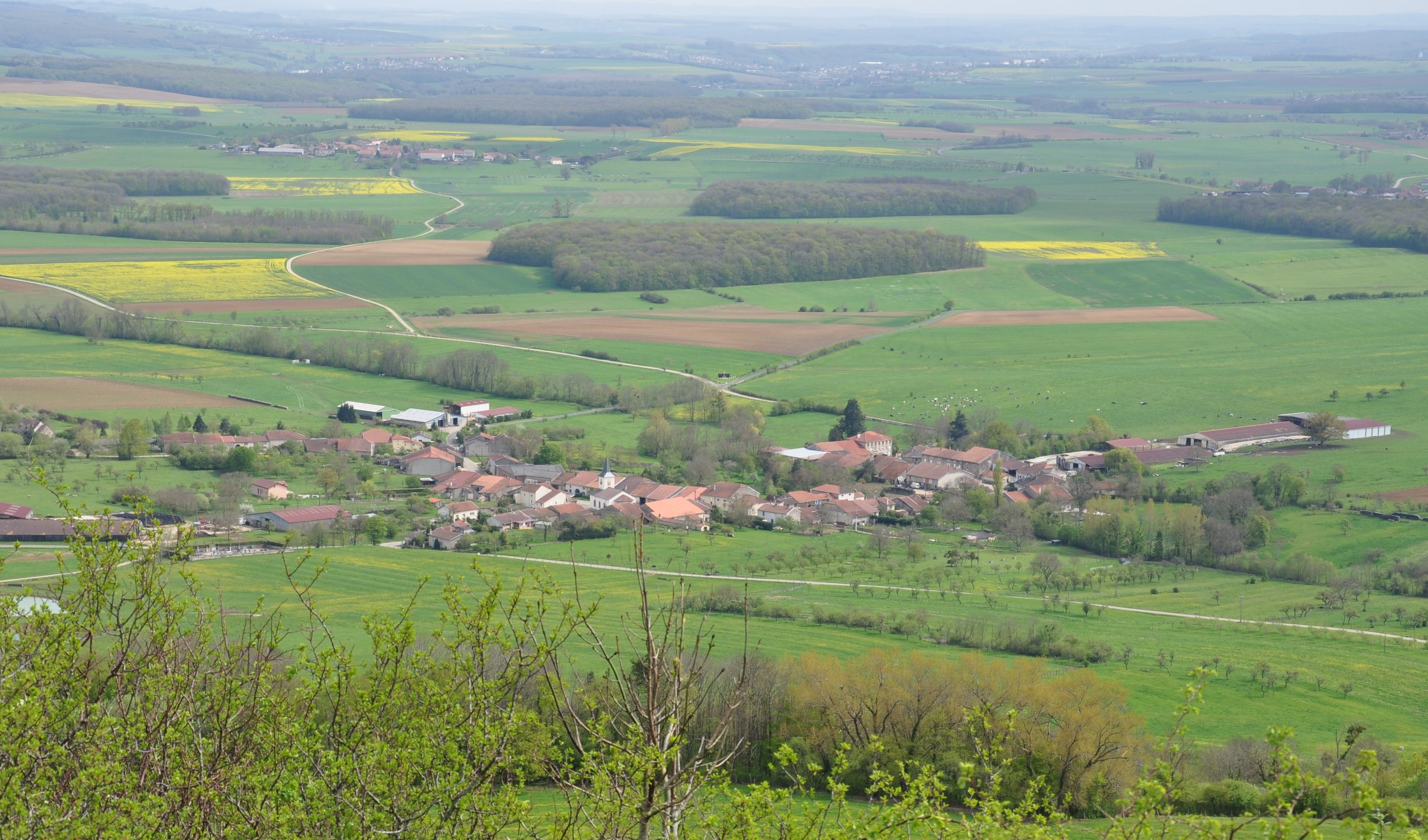
Blick auf Forcelles-sous-Gugney

Forcelles-sous-Gugney im Norden der Landschaft Saintois liegt etwa 29 Kilometer südsüdwestlich von Nancy.
Umgeben wird Forcelles-sous-Gugney von den Nachbargemeinden Saxon-Sion im Norden, Housséville im Nordosten, Diarville im Osten, Bouzanville im Südosten, Boulaincourt im Süden, Fraisnes-en-Saintois im Südwesten sowie Gugney im Westen.

## Bevölkerungsentwicklung
| Jahr                       | 1962 | 1968 | 1975 | 1982 | 1990 | 1999 | 2006 | 2013 | 2019 |
| Einwohner                  | 121  | 101  | 102  | 84   | 81   | 94   | 96   | 92   | 93   |
| Quellen: Cassini und INSEE |      |      |      |      |      |      |      |      |      |

## Sehenswürdigkeiten
- Kirche Saint-Pierre aus dem 19. Jahrhundert
- zwei ehemalige Waschhäuser (Lavoirs)

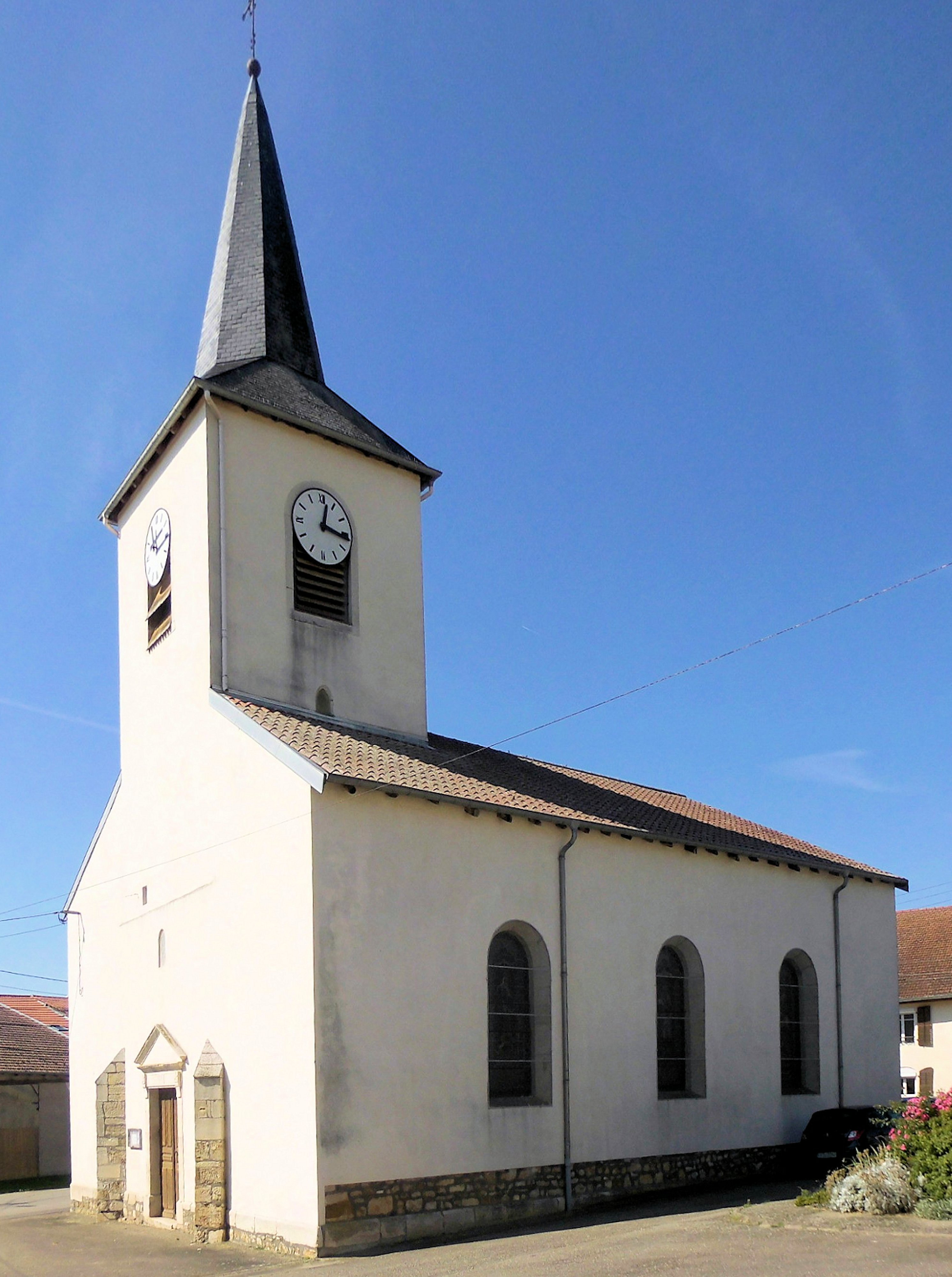
Kirche Saint-Pierre
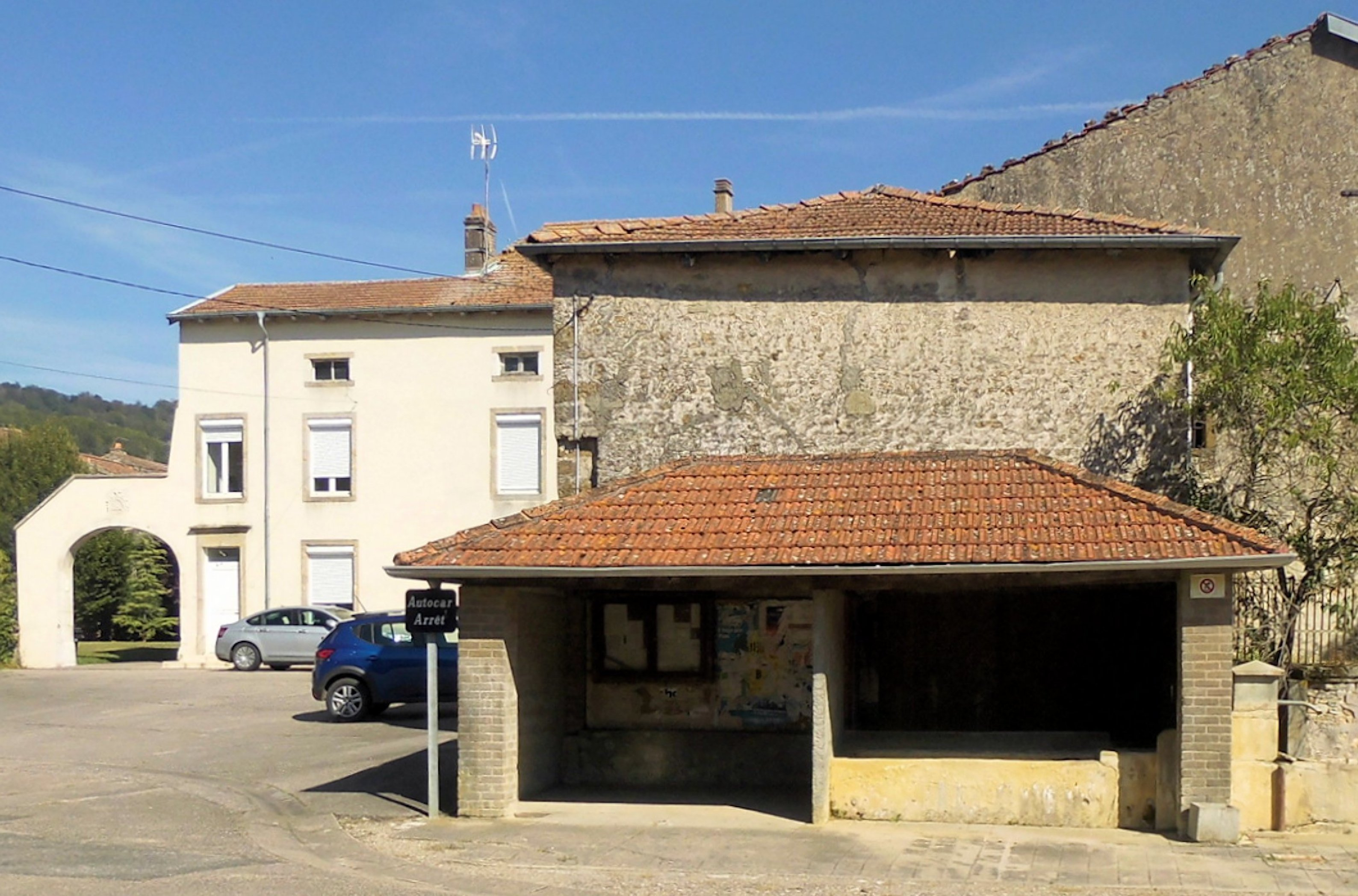
Ehemaliges Waschhaus an der Rue du Moncel
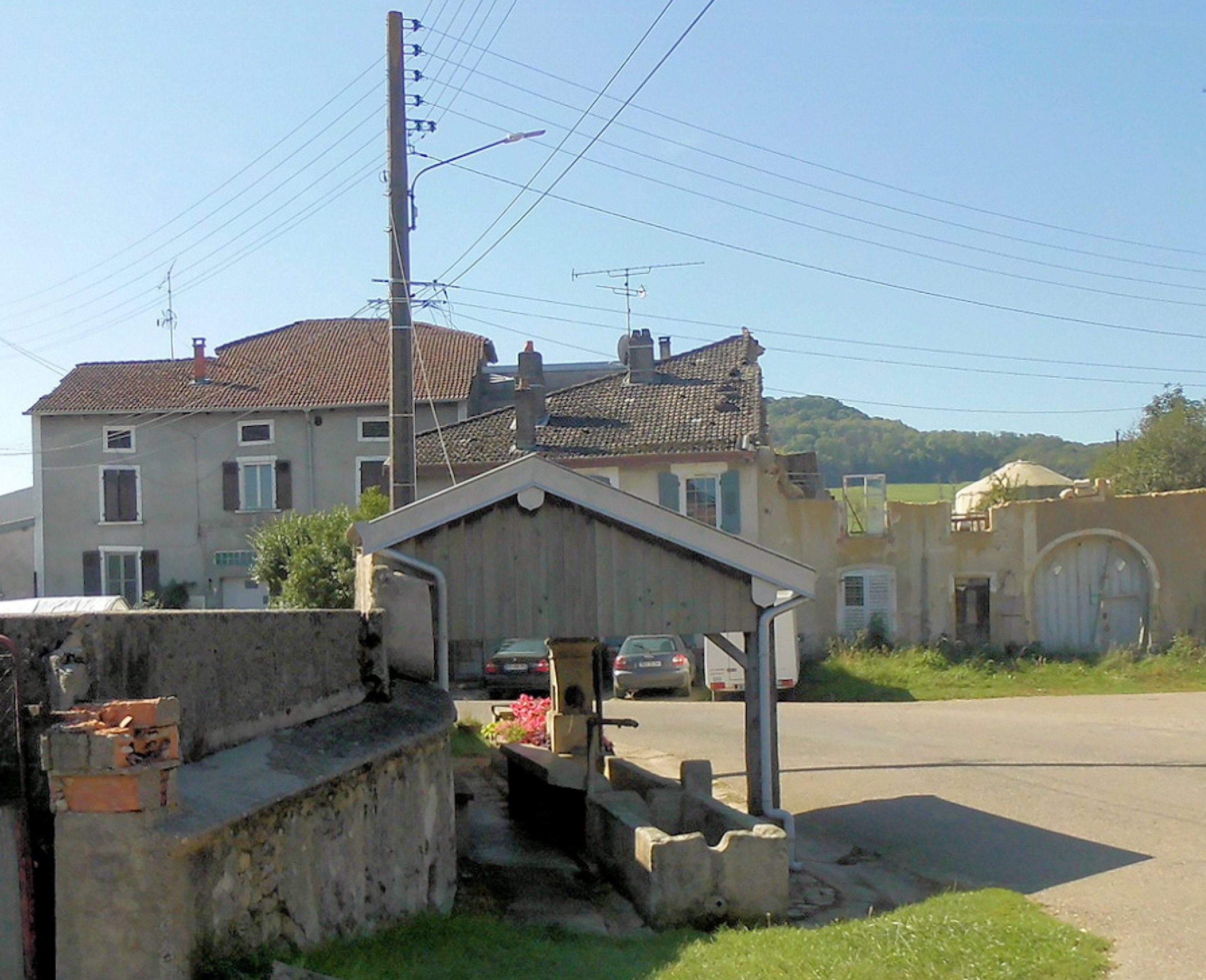
Ehemaliges Waschhaus an der Rue de la Voûte